# Gymnocalycium riojense
Gymnocalycium riojense ist eine Pflanzenart in der Gattung Gymnocalycium aus der Familie der Kakteengewächse (Cactaceae). Das Artepitheton riojense verweist auf das Vorkommen der Art bei La Rioja.

## Beschreibung
Gymnocalycium riojense wächst einzeln mit mattgrünen bis bräunlich grünen, abgeflacht kugelförmigen Trieben und erreicht bei Durchmessern von 8 bis 10 Zentimetern (selten bis 20 Zentimeter) Wuchshöhen von 1 bis 8 Zentimeter. Die zehn bis 13 (selten bis 28) geraden Rippen sind kaum gehöckert. Ein Mitteldorn ist nie vorhanden. Die drei bis sieben hellbraunen Randdornen haben eine dunklere Spitze und liegen an der Trieboberfläche an. Einer von ihnen ist abwärts gerichtet, die übrigen seitwärts. Sie sind 0,9 bis 1,5 Zentimeter lang.
Die kurz röhrenförmigen bis trichterförmigen, weißlichen bis etwas blassrosafarbenen Blüten besitzen einen dunklen Schlund. Sie erreichen eine Länge von bis zu 4,8 Zentimeter und einen Durchmesser von 4 Zentimeter. Die tönnchen- bis eiförmigen Früchte sind braungrün bis olivgrün und leicht glauk. Sie sind etwa 2,6 Zentimeter lang und messen 1,3 bis 1,8 Zentimeter im Durchmesser.

## Verbreitung und Systematik
Gymnocalycium riojense ist in den argentinischen Provinzen Catamarca und La Rioja in Höhenlagen von 450 bis 1500 Metern verbreitet. 
Die Erstbeschreibung erfolgte 1991 durch Hans und Walter Till.
Es werden folgende Unterarten unterschieden:
- Gymnocalycium riojense subsp. riojense
- Gymnocalycium riojense subsp. kozelskyanum Schütz ex H.Till & W.Till
- Gymnocalycium riojense subsp. paucispinum Backeb. ex H.Till & W.Till
- Gymnocalycium riojense subsp. piltziorum Schütz ex H.Till & W.Till

## Nachweise